# 八試特殊偵察機
八試特殊偵察機（日语：八試特殊偵察機）是日本三菱集團在1934年使用的單翼、雙飛行引擎製的轟炸機。

## 概要
是僅被生產一架的原型機，架構上以杜拉鋁為材質所打造。而往後的九六式陸上攻擊機是以此作為基礎來開發。
另外八試特殊偵察機；也剛好與雙翼造型的九三式陸上攻擊機同樣採用「G1M」作為編號。

## 規格

### 架構
- 駕駛人數：5名
- 全長：15.83（51.9英尺）
- 飛行翼寬度：25（82英尺）
- 飛行翼面積：75平方（810平方英尺）
- 機高：4.53（14.9英尺）
- 空機重量：4,775（10,527英磅）
- 承載重量：7,003（15,439英磅）
- 引擎：2具650馬力廣海軍工廠91型水冷式W12引擎

### 效能
- 最快速度：每小時266（165英里）
- 航程：4,408（2,739英里）
- 升限：4,600（15,100英尺）
- 爬升率：3,000（9,800英尺）高度約16分鐘54秒

### 武裝
- 7.7mm口徑機關槍2架（機身前後各一）